# Amber Moon
 (juillet 2021).
L'Amber Moon est un cocktail qui contient de la sauce Tabasco, des œufs crus, et du whisky, et occasionnellement de la vodka. Le cocktail est similaire à la Prairie Oyster, mais il contient moins d'ingrédients et de l'alcool. Pour cette raison, il est plus approprié comme « calmant pour l'estomac » ou pour atténuer les effets d'une gueule de bois. 
L'Amber Moon est utilisé dans le film Le Crime de l'Orient-Express (1974), adapté du roman éponyme d'Agatha Christie (1934). Dans le film M. Beddoes, joué par John Gielgud, apporte cette boisson à son employeur, M. Ratchett, juste avant que le meurtre ne soit découvert. Beddoes frappe à la porte du compartiment de train du mort et annonce « Votre Amber Moon, M. Ratchett ». La boisson est servie sous la forme d'un œuf cru entier dans un verre highball à moitié rempli de vodka, avec une cuillère et une bouteille de Tabasco sur le côté. Beddoes est plus tard interrogé sur la mort de Ratchett par Hercule Poirot, déclarant « Il prenait toujours son Amber Moon au lit. Il ne s'est jamais levé avant que le produit ait fait son effet ».